# Basilique Saint-Jean-de-Dieu de Grenade
La basilique Saint-Jean-de-Dieu (en espagnol : basílica de San Juan de Dios) est une basilique de la ville espagnole de Grenade en Andalousie.

## Histoire
Impulsée par le prieur Fray Alonso de Jesús Ortega pour accueillir les restes du fondateur de l'ordre Hospitalier de Saint-Jean-de-Dieu, elle a été bâtie entre 1737 et 1759, financée par l'ordre . En 1916, elle fut élevée au rang de basilique mineure par la volonté du pape Benoît XV.

## Description
L'édifice est de style baroque, en pierre et brique.
La chapelle majeure compte un autel, dans lequel est conservée l'urne en argent massif contenant les reliques de saint Jean de Dieu. Les diverses chapelles hébergent d'importantes œuvres sculptées et picturales, et également des fresques.

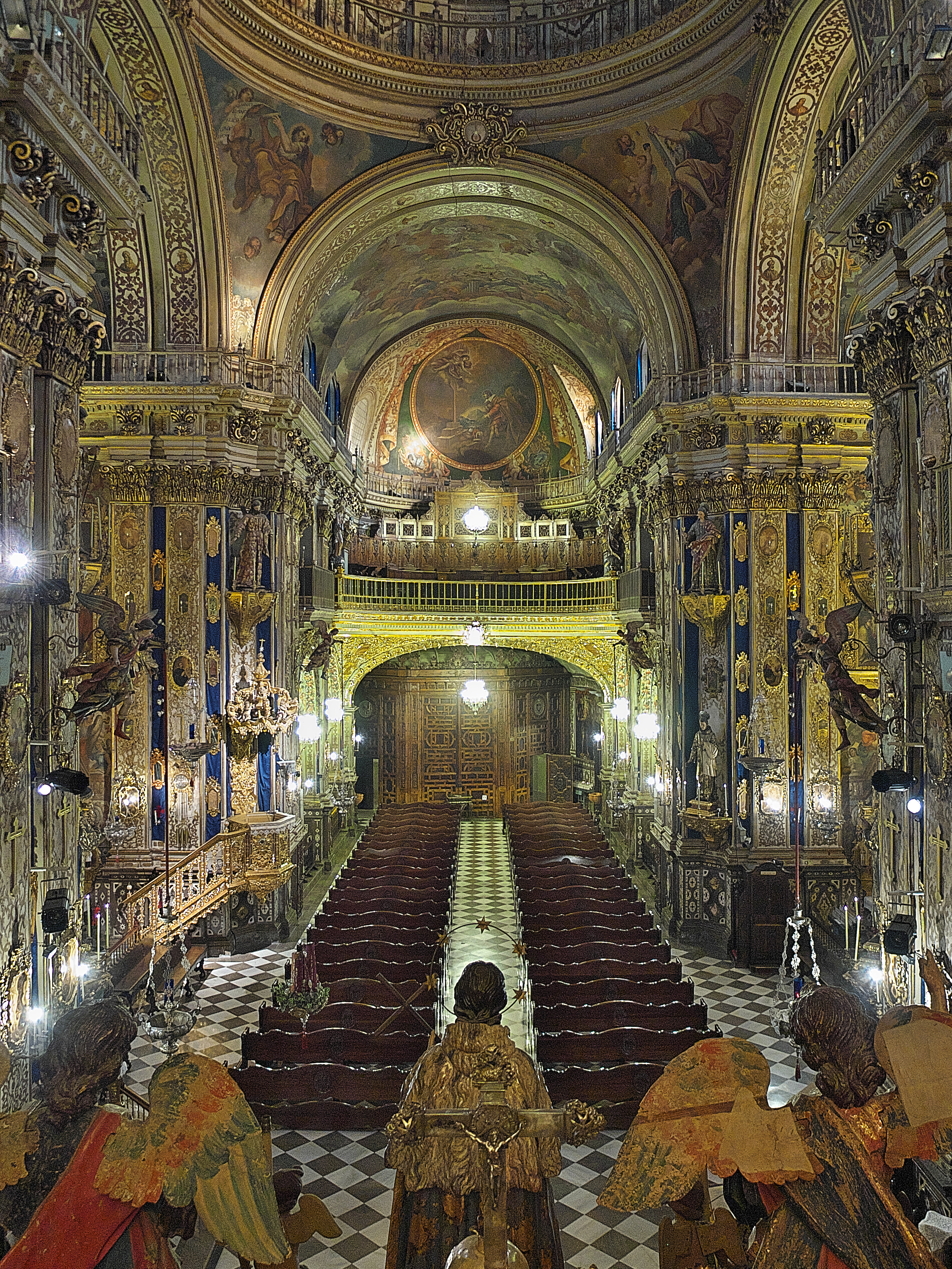
L'intérieur de la basilique.
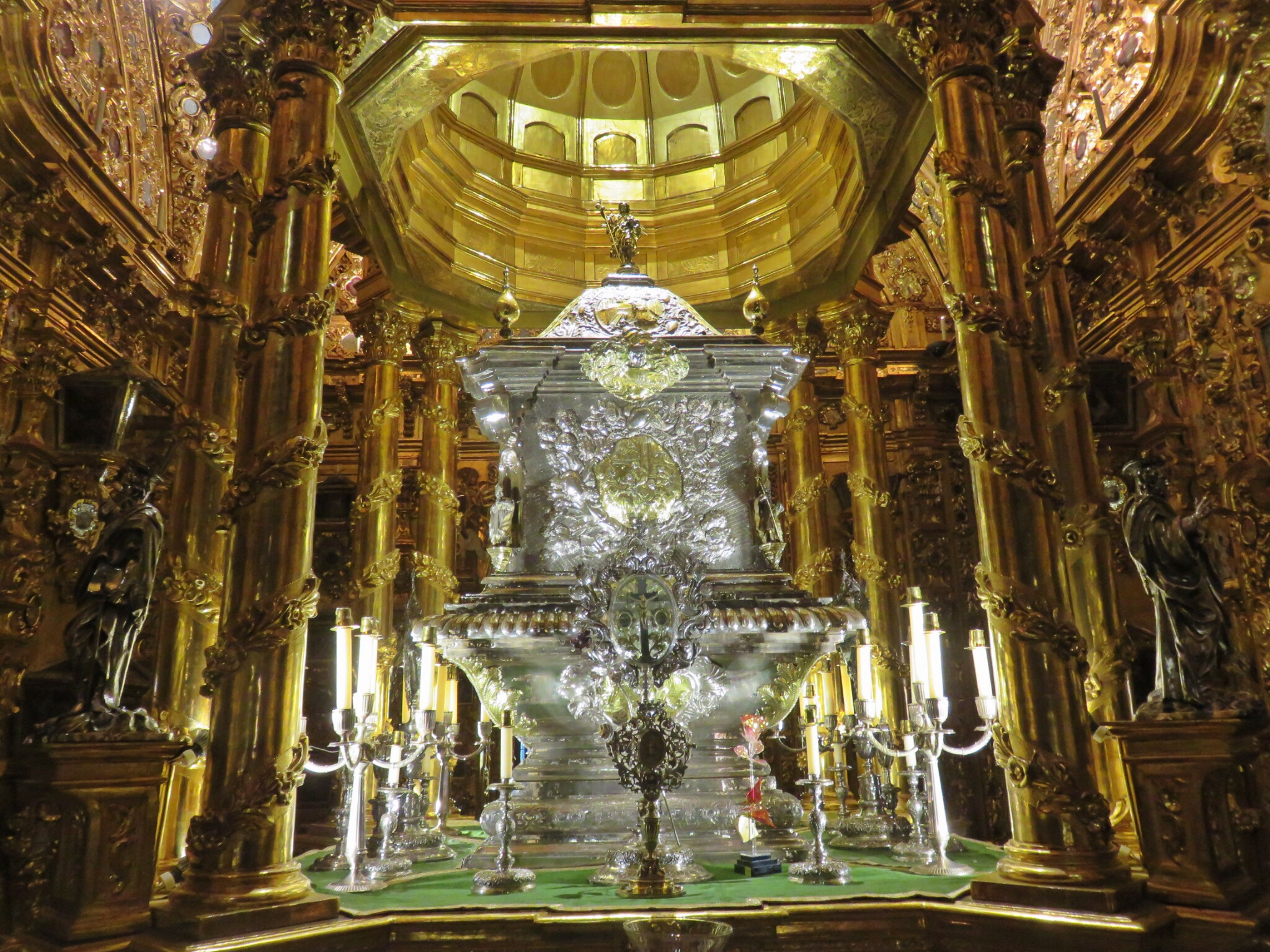
L'urne des reliques de saint Jean de Dieu.